# رابرت بریجز
رابرت بریجز (انگلیسی: Robert Briggs) بازیکن فوتبال آمریکایی است.